# Яценко, Антон Владимирович
Антон Владимирович Яценко (укр. Антон Володимирович Яценко; род. 13 июля 1977, Киев) — украинский политик. Народный депутат Украины VI, VII, VIII и IX созывов, беспартийный. Доктор экономических наук.

## Образование
В 1998 году окончил Киевский экономический институт менеджмента, менеджер-экономист. В 2002 году получил диплом юриста в Киевском национальном экономическом университете.
Кандидатская диссертация «Государственное регулирование иностранной инвестиционной деятельности в Украине» (Киевский национальный университет имени Тараса Шевченко, 2001).

## Карьера
1998—2002 — помощник-консультант народного депутата Украина, Секретариат Верховной Рады Украины.
2002—2003 — заведующий информационно-аналитическим отделом Управления общественно-политическим вопросам Главного управления по вопросам внутренней политики Администрации Президента Украины.
2003—2004 — помощник первого вице-премьер-министра Украины.
2004—2005 — проректор Киевского экономического института менеджмента.
2005—2006 — первый вице-президент Тендерной палаты Украины.
С 2007 — и.о. старшего научного сотрудника отдела глобальных систем современной цивилизации Института мировой экономики и международных отношений НАН Украины.
С 2007 по 2012 год — народный депутат Украины VI созыва от «Блока Юлии Тимошенко», № 79 в списке. Председатель подкомитета по вопросам регулирования рынка государственных закупок, государственного заказа, конкурсов и деятельности государственных предприятий Комитета Верховной Рады по вопросам экономической политики.
С 2012 по 2014 год — народный депутат Украины VII созыва от одномандатного избирательного округа № 200 (Партия регионов). Председатель подкомитета по вопросам ценных бумаг, фондового рынка, деятельности государственных предприятий, операций, связанных с реализацией отдельных видов имущества, деятельности рейтинговых агентств Комитета Верховной Рады по вопросам финансов и банковской деятельности.
С 27 ноября 2014 по 29 августа 2019 года — народный депутат Украины VIII созыва от одномандатного избирательного округа № 200 (самовыдвижение). Член депутатской группы «Возрождение». Председатель подкомитета по вопросам законодательства об административных правонарушениях Комитета Верховной Рады по вопросам законодательного обеспечения правоохранительной деятельности.
На парламентских выборах 2019 года победил на мажоритарном округе # 200, получив 69% голосов. Потраченные им на выборы 6,92 млн гривен сделали его избирательный фонд самым крупным среди мажоритарщиков.
С 29 августа 2019 года — народный депутат IX созыва. 18 мая 2021 года перешёл во фракцию Батькивщина, 24 марта 2022 года покинул фракцию.
Государственный служащий 5-го ранга (2003).

## Критика
Неоднократно был замечен в многочисленном «кнопкодавстве» во время голосования в Верховной раде.

## Семья
Женат, имеет двоих сыновей и дочь.